# Pique (contre-torpilleur)
Pour les articles homonymes, voir Pique.
La Pique est l’un des quatre contre-torpilleurs de classe Framée construit pour la marine française au début du XXe siècle. Pendant la Première Guerre mondiale, le navire a servi en mer Méditerranée, avant d'être rayé du registre naval le 28 janvier 1921.

## Conception
Les navires de classe Framée utilisaient la même conception de coque que la classe Durandal, mais avaient un système de propulsion plus puissant. Les navires avaient une longueur de 58,2 mètres, une largeur de 6,31 mètres et un tirant d'eau de 3,02 mètres. Ils avaient un déplacement de 319 tonnes à charge normale. Ils étaient propulsés par une paire de moteurs à vapeur à triple expansion, chacun entraînant un arbre d'hélice à l’aide de la vapeur fournie par quatre chaudières Normand. Les moteurs ont été conçus pour produire 5200 chevaux (3878 kW) et pour une vitesse de 26 nœuds (48 km/h). Lors de ses essais en mer le 1er février 1901, la Pique n’atteint que 25,9 nœuds (48,0 km/h) et 5441 ch (4057 kW) ; ainsi seul navire de sa classe qui ne satisfait pas cet essai. Les navires transportaient suffisamment de charbon pour une autonomie de 1541 milles marins (2854 km) à 14 nœuds (26 km/h). Leur effectif se composait de quatre officiers et de 57 hommes du rang.
Les navires de classe Framée étaient armés d’un canon de 65 millimètres à l’avant et de six canons Hotchkiss de 47 millimètres, trois sur chaque bord. Ils étaient équipés de deux tubes lance-torpilles rotatifs simples de 381 millimètres, l’un entre les cheminées et l’autre à l’arrière.

## Carrière
La Pique a été commandée aux Forges et chantiers de la Méditerranée le 27 octobre 1897 et mis en chantier en octobre à son chantier naval du Havre-Graville. Il a été lancé le 31 mars 1900 et a effectué ses essais à partir de juillet 1900. Ils se terminèrent en mai 1901 et la Pique fut mise en service le même mois. Le navire a d’abord été affecté à l’escadre de la Méditerranée, mais a été transféré en juin 1903 à la Défense mobile en Algérie française. Il a été mis en réserve en 1909-1910 et a été transféré en mars 1910 à Bizerte, en Tunisie française. Vendu à Toulon 16.500,00 Francs à la Société Provençale de Construction Métallique le 26 juin 1921.